# John O'Gallagher
Pour les articles homonymes, voir O'Gallagher.
John O'Gallagher (16 octobre 1930 à Québec - 25 décembre 2005 à Dollard-des-Ormeaux) a été député de la circonscription de Robert-Baldwin à l'Assemblée nationale du Québec de 1976 à 1985 sous la bannière du Parti libéral du Québec.

## Biographie
Né à Québec, le 16 octobre 1930, fils de Dermot Ignatius O'Gallagher, arpenteur-géomètre, et de Norma Kathleen O'Neil, il fit ses études à la St. Patrick's High School à Québec, au Collège Loyola à Montréal et à l'Université Laval où il obtint un diplôme de bachelier en sciences appliquées (génie civil).
Sur le plan professionnel, il fut ingénieur en construction chez B. Perini & Sons de 1956 à 1958, puis ingénieur en structure et projet à la Foundation of Canada Engineering de 1958 à 1961. Il se constitue une clientèle privée comme arpenteur-géomètre à compter de 1961. Il a été le fondateur et vice-président de la Chambre de commerce de Sainte-Foy en 1958. Il a été président du comité d'inspection professionnelle de l'Ordre des arpenteurs-géomètres du Québec en 1974 et en 1975.
Il a été élu député libéral dans Robert-Baldwin en 1976 et réélu en 1981. Il ne s'est pas représenté en 1985.
Après son séjour en politique, il retourna à la pratique de sa profession à Pierrefonds. Il est décédé à Dollard-des-Ormeaux, le 25 décembre 2005, à l'âge de 75 ans et 2 mois, et fut inhumé à Québec, au cimetière St. Patrick, au printemps 2006.